# Qian Xuan

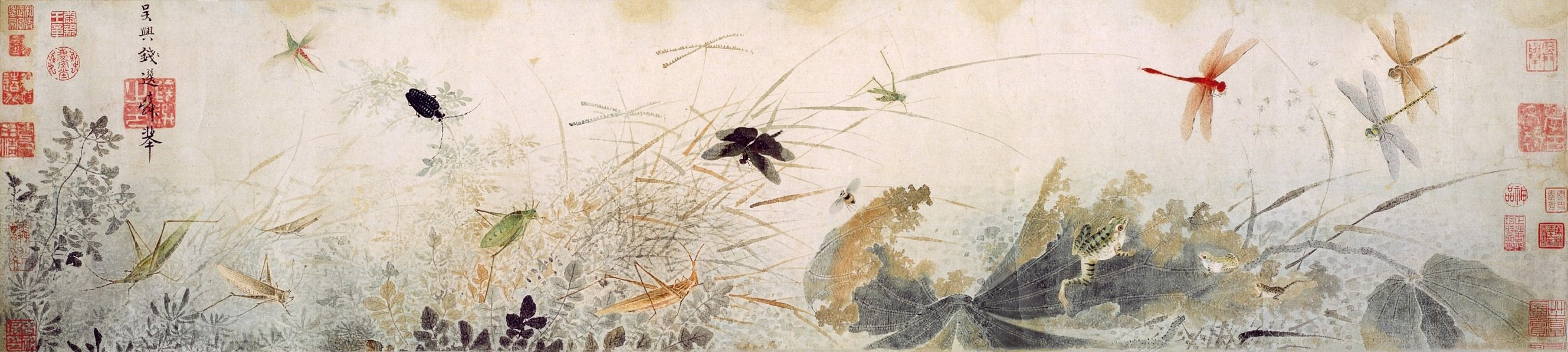
Wczesna jesień, ze zbiorów Detroit Institute of Arts

Qian Xuan (chiń. upr. 钱选; chiń. trad. 錢選; pinyin Qián Xuǎn; Wade-Giles Ch’ien Hsüan), znany też pod imionami Shunju (舜举) i Yutan (玉潭); ur. ok. 1235, zm. przed 1307 – chiński malarz tworzący w epoce Yuan.
W 1262 roku zdał egzaminy urzędnicze, później pracował w cesarskiej administracji. Po zdobyciu Hangzhou przez Mongołów w 1276 roku, wierny obalonej dynastii Song, porzucił karierę urzędniczą i wycofał się z życia publicznego, poświęcając się malarstwu.
Kontynuował tradycje Akademii Malarskiej z czasów dynastii Song tworząc realistyczne, idylliczne pejzaże nawiązujące do twórczości artystów okresu Tang. Zdobył sobie sławę przedstawieniami ptaków i kwiatów.